# Ангел Кънчев (параход)
Вижте пояснителната страница за други значения на Ангел Кънчев.
„Ангел Кънчев“ е първият български параход, задвижван с течно гориво. Създаден е през 1892 г. от инженер-механик Йосиф М. Симеонов от Русе за атракция по време на Първото българско земеделско-промишлено изложение в Пловдив.
Параходът е с дължина 10 m и превозва до 16 пътници в езерото на изложението. На него се качват княз Фердинанд, министър-председателят Стефан Стамболов и военният министър Димитър Греков.